# Pietro Paolo Bencini
Pietro Paolo Bencini, (né vers 1670 probablement à Rome, mort le 6 juillet 1755 à Rome) est un compositeur italien de la période baroque.

## Biographie
Pietro Paolo Bencini est né dans une famille de musiciens dont il est le plus célèbre membre. 
Son nom apparait la première fois en 1690 comme membre de l'assemblée générale de la « Compagnia dei Musici di Roma ». 
En 1703, il est inclus dans le groupe des maîtres romains de la chapelle qui est officiellement reconnue par la congrégation des musiciens. Il est ensuite maître de chapelle à l’église germanique de Rome, la Chiesa di Santa Maria dell'Anima. Le titre de Bencini signifie qu’il a la tâche d’organiser la musique pour les jours de fête.
En 1705, il succède à Alessandro Scarlatti en tant que maestro coadiutore, c'est-à-dire « assistant » de Giovanni Bicilli, qui réalise alors la musique de la Congregazione dell'Oratorio di San Filippo Neri à l’église Santa Maria in Vallicella pendant presque cinquante ans. Lorsque Bicilli meurt en octobre de cette année, Bencini prend son poste. 
En 1706, il est élu guardiano de l'assemblée des musiciens, un poste important, auquel il est réélu l'année suivante et à nouveau en 1712. En 1743, il obtient le poste de maître de la Cappella Giulia à Saint-Pierre du Vatican, succédant ainsi à Pitoni. Comme il est d'usage quand un maestro di cappella devient trop vieux, le chapitre de la basilique fait de lui un maestro coadiutore en 1749. Ce poste a été pris par Niccolo Jommelli de 1749 à 1752, puis par Giovanni Battista Costanzi (1704-1778), qui lui a succédé en tant que maître de la Cappella Giulia à sa mort en 1755. 
Bencini compose plusieurs oratorios, des cantates séculaires et religieuses et un bon nombre d'œuvres pour l'église, dont des messes, litanies, antiphones, psaumes. Une grande partie de ses manuscrits d'œuvres religieux, sont conservés dans la Bibliothèque apostolique vaticane.